# Jaume Llambi
Jaume Llambi Riera (nascido em 25 de fevereiro de 1974) é um atleta paralímpico espanhol que compete nas modalidades de basquetebol em cadeira de rodas e tênis de mesa.

## Vida pessoal
É natural de Barcelona e atualmente vive em Madrid.

## Carreira
Jaume, que ficou paraplégico em consequência do acidente de carro quando tinha apenas oito anos, passou a representar a Espanha nos Jogos Paralímpicos de Verão de 1992 no tênis de mesa. Depois, ele trocou o tênis de mesa pelo basquetebol em cadeira de rodas, fazendo sua estreia na equipe nacional em 1998. Em 2012, competiu pelo seu país no basquetebol em cadeira de rodas nos Jogos Paralímpicos de Verão de 2012 em Londres, onde sua equipe terminou a competição em quinto lugar.

### Tênis de mesa
Aos dezoito anos, Jaume integrou a equipe nacional de tênis de mesa que disputou os Jogos Paralímpicos de Verão de 1992, realizados em Barcelona.